# Hryhorij Kotschur
Hryhorij Porfyrowytsch Kotschur (* 4. Novemberjul. / 17. November 1908greg. in Feskiwka, Gouvernement Tschernigow, Russisches Kaiserreich; † 15. Dezember 1994 in Irpin, Oblast Kiew, Ukraine) war ein polyglotter ukrainischer Poet, Übersetzer und Literaturwissenschaftler. 

## Leben
Kotschur kam in einer ukrainischen Familie in der heutigen Oblast Tschernihiw zur Welt und studierte am Kiewer Institut der Volksedukation (heutige Nationale Taras-Schewtschenko-Universität Kiew). Danach war er als Lektor in den Pädagogischen Instituten von Tiraspol und Winnyzja tätig. Im Jahr 1943 wurde er verhaftet und in die Stadt Inta verbannt, wo er weiterhin übersetzte. Dank neuer Bekannten aus verschiedenen Staaten erlernte er weitere Sprachen wie Estnisch, Lettisch, Armenisch und Georgisch. Im Jahr 1953 kam er nach seiner Befreiung in die Ukraine zurück und ließ sich in der Stadt Irpin bei Kiew nieder. Kotschur war Mitkämpfer des damalig führenden ukrainischen Übersetzers Maksym Rylskyj. 
1967 war er einer von 139 Dissidenten, die den Protestbrief 139 unterschrieben. 1973 wurde er vom Nationalen Schriftstellerverband der Ukraine ausgeschlossen, weil er sich weigerte, vor Gericht Jewhen Swerstjuk zu belasten. Erst im Jahr 1988 wurde er dort wieder aufgenommen. 
Im Alter von 82 Jahren hatte Kotschur die Möglichkeit ins Ausland zu fahren und besuchte wissenschaftliche Konferenzen in den USA (University of Illinois 1991), Tschechien und Polen. Er starb 1994 und wurde auf dem Kiewer Baikowe-Friedhof bestattet. 
Kotschur war ein Mitglied der Wissenschaftlichen Gesellschaft Schewtschenko und erhielt 1995 posthum den Taras-Schewtschenko-Preis.